# Đẳng cấp quý tộc Vương quốc Liên hiệp Anh
Đẳng cấp quý tộc Vương quốc Liên hiệp Anh (tiếng Anh: Peerage of the United Kingdom) bao gồm hầu hết các đẳng cấp tước vị được tạo ra ở Vương quốc Liên hiệp Anh và Ireland sau Đạo luật Liên minh vào năm 1801, hệ thống này thay thế Đẳng cấp quý tộc Đại Anh. Các tước vị mới tiếp tục được tạo ra trong Đẳng cấp quý tộc Ireland cho đến năm 1898 (tước vị cuối cùng được tạo ra là Nam tước Curzon xứ Kedleston).
Đạo luật Viện Quý tộc 1999 đã cải tổ Viện Quý tộc Anh. Cho đến lúc đó, tất cả các tước vị của Vương quốc Anh đều nghiễm nhiên là thành viên của Viện Quý tộc. Tuy nhiên, kể từ sau đạo luật được thông qua, hầu hết tước vị cha truyền con nối đã không còn là thành viên, trong khi các quý tộc trọn đời vẫn giữ (tiếng Anh: life peerages) được giữ ghế của mình tại Viện Quý tộc.
Những tước vị thuộc Đẳng cấp quý tộc Scotland và Đẳng cấp quý tộc Ireland không có ghế tại Viện Quý tộc Anh chiếu theo Đạo luật Liên minh 1707 và Đạo luật Liên minh 1800, mặc dù luật pháp cho phép một số lượng hạn chế được bầu chọn để phục vụ trong Viện Quý tộc với tư cách là tước hiệu đại diện.

## Key
| Không đảng phái |                                 | Gia đình hoàng gia/Hộ gia đình |
| Không đảng phái | Dịch vụ dân sự                  |                                |
| Không đảng phái | Giáo sĩ                         |                                |
| Không đảng phái | Tư Pháp                         |                                |
| Không đảng phái | Thịnh vượng chung Tư pháp       |                                |
| Không đảng phái | Cơ mật viện/Ireland/Bắc Ireland |                                |
| Partisan        |                                 | Đảng Bảo thủ                   |
| Partisan        | Chính khách độc lập             |                                |
| Partisan        | Liên minh Công đoàn Ireland     |                                |
| Partisan        | Công Đảng                       |                                |
| Partisan        | Đảng Tự do                      |                                |
| Partisan        | Đảng Liên minh Tự do            |                                |
| Partisan        | Đảng Tự do Quốc gia             |                                |
| Partisan        | Đảng Liên minh Scotland         |                                |
| Partisan        | Chủ tịch Hạ viện                |                                |
| Partisan        | Đảng Tory                       |                                |
| Partisan        | Đảng Liên minh Ulster           |                                |
| Partisan        | Đảng Whig                       |                                |
| Partisan        | Chính trị gia thịnh vượng chung |                                |
| Partisan        | Chính trị gia khác              |                                |

## Các danh sách
Danh sách các tước vị: Công tước, Hầu tước, Bá tước, Tử tước, và Nam tước.
Công tước cuối cùng không thuộc hoàng gia được tạo ra vào năm 1900 và vị Hầu tước cuối cùng được tạo ra vào năm 1936. Việc tạo ra các cấp bậc còn lại, ngoại trừ Đồng đẳng cấp, hầu hết đã ngừng hoạt động sau khi Chính phủ lao động nhậm chức vào năm 1964 của Harold Wilson, và chỉ có 13 (chín người không thuộc hoàng tộc và bốn người thuộc hoàng tộc) được cha truyền con nối. Bao gồm:
| Người được cấp             | Thành lập                                                    | Tước hiệu                                                              | Lưu ý |
| -------------------------- | ------------------------------------------------------------ | ---------------------------------------------------------------------- | --- |
| Nam tước thứ 1 xứ Dilhorne | 7 tháng 12 năm 1964                                          | Tử tước xứ Dilhorne                                                    | Cựu Đại Chưởng ấn. |
| Sir Robert Grimston, Bt.   | 11 tháng 12 năm 1964                                         | Nam tước Grimston xứ Westbury                                          | Cựu thành viên Quốc hội Anh. |
| Frederick Erroll           | Ngày 19 tháng 12 năm 1964 ( tuyệt tự dòng nam vào năm 2000 ) | Nam tước Erroll xứ Hale                                                | Cựu Bộ trưởng Nội các. |
| Ngài Robert Renwick, Bt.   | 23 tháng 12 năm 1964                                         | Nam tước xứ Renwick                                                    | |
| Michael Hughes-Young       | 31 tháng 12 năm 1964                                         | Nam tước xứ St Helens                                                  | Cựu thành viên Quốc hội Anh. |
| John Morrison              | 1 tháng 1 năm 1965                                           | Nam tước xứ Margadale                                                  | Cựu Chủ tịch Ủy ban 1922. |
| William Whitelaw           | 16 tháng 6 năm 1983 ( tuyệt tự dòng nam vào năm 1999 )       | Tử tước xứ Whitelaw                                                    | Cựu Bộ trưởng Bộ Nội vụ. |
| George Thomas              | 11 tháng 7 năm 1983 ( tuyệt tự dòng nam năm 1997 )           | Tử tước xứ Tonypandy                                                   | Cựu Chủ tịch Hạ viện. |
| Harold Macmillan           | 24 tháng 2 năm 1984                                          | Bá tước xứ Stockton Tử tước Macmillan xứ Ovenden                       | Cựu Thủ tướng. |
| Vương tử Andrew            | 23 tháng 7 năm 1986                                          | Công tước xứ York Bá tước xứ Inverness Nam tước xứ Killyleagh          | Con trai thứ hai của Nữ vương Elizabeth II trong ngày cưới của anh ấy.                                                                            |
| Vương tử Edward            | 19 tháng 6 năm 1999                                          | Bá tước xứ Wessex Tử tước Severn                                       | Con trai thứ ba của Nữ vương Elizabeth II trong ngày cưới của anh ấy.                                                                             |
| Vương tử William           | 29 tháng 4, 2011                                             | Công tước xứ Cambridge Bá tước xứ Strathearn Nam tước xứ Carrickfergus | Con trai đầu lòng của Charles III của Liên hiệp Anh trong ngày cưới của anh ấy.                                                                   |
| Vương tử Harry             | 18 tháng 5, 2018                                             | Công tước xứ Sussex Bá tước xứ Dumbarton Nam tước xứ Kilkeel           | Con trai thứ hai của Charles III của Liên hiệp Anh trong ngày cưới của anh ấy.                                                                    |
| Vương tử Edward            | 10 tháng 3, 2019                                             | Bá tước xứ Forfar                                                      | Con trai thứ ba của Nữ vương Elizabeth II vào sinh nhật lần thứ 55 (được Bá tước và vợ ông sử dụng làm tước hiệu chính của họ khi họ ở Scotland). |

## Các Công tước thuộc Đẳng cấp quý tộc Vương quốc Liên hiệp Anh
- Tước hiệu phụ
- Đẳng cấp quý tộc Vương quốc Liên hiệp Anh đã tạo ra cho đồng đẳng ngang hàng Scotland hoặc Ireland để có một ghế thuộc Viện Quý tộc Anh.

| Shield | Title | Title                                                                        | Thành lập                | Người nhận tước vị                              | Lý do                                                                         | Quân chủ                                      |
| ------ | ----- | ---------------------------------------------------------------------------- | ------------------------ | ----------------------------------------------- | ----------------------------------------------------------------------------- | --------------------------------------------- |
|        |       | - Công tước xứ Wellington - Hầu tước xứ Douro                                | 11/05/1814               | Arthur Wellesley, Hầu tước thứ 1 xứ Wellington  | Military Peerage–Army.                                                        | Nhiếp chính vương thay mặt cho vua George III |
|        |       | - Công tước xứ Sutherland                                                    | 28/01/1833               | George Leveson-Gower, Hầu tước của Stafford     |                                                                               | Vua William IV                                |
|        |       | - Công tước xứ Westminster                                                   | ngày 27 tháng 2 năm 1874 | Hugh Grosvenor, Hầu tước xứ Westminster         |                                                                               | Victoria của Anh                              |
|        |       | - Công tước xứ Gordon - Bá tước xứ Kinrara                                   | 13/01/1876               | Charles Gordon-Lennox, Công tước xứ Richmond    | Ông là một bộ trưởng nội các đương nhiệm.                                     | Victoria của Anh                              |
|        |       | - Công tước xứ Albany - Bá tước xứ Clarence - Nam tước xứ Arklow             | 24/05/1881               | Vương tử Leopold                                | Đã bị bãi bỏ.                                                                 | Victoria của Anh                              |
|        |       | - Công tước xứ Argyll                                                        | 07/041892                | George Campbell, Công tước xư Argyll (Scotland) | Ông từng là bộ trưởng nội các.                                                | Victoria của Anh                              |
|        |       | - Công tước xứ Fife - Bá tuóc xứ Macduff                                     | 24/04/1900               | Alexander Duff, Earl of Fife                    | [ c ]                                                                         | Victoria của Anh                              |
|        |       | - Công tước xứ Gloucester - Bá tước xứ Ulster - Nam tước xứ Culloden         | 31/04/1928               | Vương tử Henry                                  | Vào ngày sinh nhật thứ 28 của ông.                                            | Vua George V                                  |
|        |       | - Công tước xứ Kent - Bá tước xứ St Andrews - Nam tước xứ Downpatrick        | 12/10/1934               | Vương tử George                                 | In anticipation of his forthcoming marriage to Marina của Hy Lạp và Đan Mạch. | Vua George V                                  |
|        |       | - Công tước xứ Edinburgh - Bá tước xứ Merioneth - Nam tước xứ Greenwich      | 20/11/1947               | Sir Philip Mountbatten                          | Trong ngày cưới của ông ấy với Công chúa Elizabeth.                           | Vua George VI                                 |
|        |       | - Công tước xứ York - Bá tước xứ Inverness - Nam tước xứ Killyleagh          | 23/07/1986               | Vương tử Andrew                                 | Trong ngày cưới của anh ấy với Sarah Ferguson.                                | Nữ vương Elizabeth II                         |
|        |       | - Công tước xứ Cambridge - Bá tước xứ Strathearn - Nam tước xứ Carrickfergus | 29/04/2011               | Vương tử William xứ Wales                       | Trong lễ cưới của ông với Catherine Middleton.                                | Nữ vương Elizabeth II                         |
|        |       | - Công tước xứ Sussex - Bá tước xứ Dumbarton - Nam tước xứ Kilkeel           | 18/05/2018               | Vương tử Harry xứ Wales                         | Trong Lễ cưới của ông với Meghan Markle.                                      | Nữ vương Elizabeth II                         |

## Các Hầu tước thuộc Đẳng cấp quý tộc Vương quốc Liên hiệp Anh
- Tước hiệu phụ.
- Tước hiệu Đẳng cấp quý tộc Vương quốc Liên hiệp Anh được tạo ra cho Quý tộc Scotland và Quý tộc Ireland để có một ghế trong Viện Quý tộc.

| Huy hiệu                                | Tước hiệu                  | Tước hiệu                                                               | Ngày lập             | Người nhận tước phong                                                    | Lý do                                                                    | Quân chủ                                |
| --------------------------------------- | -------------------------- | ----------------------------------------------------------------------- | -------------------- | ------------------------------------------------------------------------ | ------------------------------------------------------------------------ | --------------------------------------- |
|                                         |                            | - Hầu tước xứ Exeter                                                    | 4 tháng 2 năm 1801   | Henry Cecil, Bá tước xứ Exeter                                           |                                                                          | Vua George III                          |
|                                         |                            | - Hầu tước xứ Northampton - Bá tước xứ Compton - Nam tước xứ Wilmington | 7 tháng 9 năm 1812   | Charles Compton, Bá tước xứ Northampton                                  |                                                                          | Nhiếp chính thay mặt cho Vua George III |
|                                         |                            | - Hầu tước xứ Camden - Bá tước xứ Brecknock                             | 7 tháng 9 năm 1812   | John Pratt, Bá tước xứ Camden                                            | Trước đây là Phó vương Ireland.                                          | Nhiếp chính thay mặt cho Vua George III |
|                                         |                            | - Hầu tước xứ Wellington                                                | 3 tháng 10 năm 1812  | Công tước xứ Wellington thuộc Đẳng cấp quý tộc Vương quốc Liên hiệp Anh  | Công tước xứ Wellington thuộc Đẳng cấp quý tộc Vương quốc Liên hiệp Anh  | Nhiếp chính thay mặt cho Vua George III |
| Arthur Wellesley, Bá tước xứ Wellington | Military Peerage–Quân đội. | - Hầu tước xứ Wellington                                                | 3 tháng 10 năm 1812  |                                                                          |                                                                          | Nhiếp chính thay mặt cho Vua George III |
|                                         |                            | - Hầu tước xứ Anglesey                                                  | 4 tháng 7 năm 1815   | Henry Paget, Bá tước xứ Uxbridge                                         | Military Peerage–Army.                                                   | Nhiếp chính thay mặt cho Vua George III |
|                                         |                            | - Hầu tước xứ Cholmondeley - Bá tước xứ Rocksavage                      | 22 tháng 11 năm 1815 | George Cholmondeley, Bá tước xứ Cholmondeley                             | Là người giữ chức Lãnh chúa Steward xứ Household.                        | Nhiếp chính thay mặt cho Vua George III |
|                                         |                            | - Hầu tước xứ Ailesbury - Bá tước xứ Bruce - Tử tước xứ Savernake       | 17 tháng 7 năm 1821  | Charles Brudenell-Bruce, Earl of Ailesbury                               |                                                                          | Vua George IV                           |
|                                         |                            | - Hầu tước xứ Bristol - Bá tước xứ Jermyn                               | 30 tháng 6 năm 1826  | Frederick Hervey, Bá tước xứ Bristol                                     |                                                                          | Vua George IV                           |
|                                         |                            | - Hầu tước xứ Ailsa                                                     | 10 tháng 9 năm 1831  | Archibald Kennedy, Bá tước xứ Cassilis                                   |                                                                          | Vua William IV                          |
|                                         |                            | - Hầu tước xứ Westminster                                               | 13 September 1831    | Công tước xứ Westminster trong Đẳng cấp quý tộc Vương quốc Liên hiệp Anh | Công tước xứ Westminster trong Đẳng cấp quý tộc Vương quốc Liên hiệp Anh | Vua William IV                          |
| Robert Grosvenor, Bá tước xứ Grosvenor  |                            | - Hầu tước xứ Westminster                                               | 13 September 1831    |                                                                          |                                                                          | Vua William IV                          |
|                                         |                            | - Hầu tước xứ Normanby                                                  | 25 tháng 6 năm 1838  | Constantine Phipps, Bá tước xứ Mulgrave                                  | Ông giữ chức Phó vương Ireland.                                          | Nữ vương Victoria                       |
|                                         |                            | - Hầu tước xứ Abergavenny - Bá tước xứ Lewes                            | 14 tháng 1 năm 1876  | William Nevill, Bá tước xứ Abergavenny                                   |                                                                          | Nữ vương Victoria                       |
|                                         |                            | - Hầu tước xứ Zetland - Bá tước xứ Ronaldshay                           | 22 tháng 8 năm 1892  | Lawrence Dundas, Bá tước xứ Zetland                                      | Ông từng giữ chức Phó vương Ireland.                                     | Nữ vương Victoria                       |
|                                         |                            | - Hầu tước xứ Linlithgow                                                | 27 tháng 10 năm 1902 | John Hope, Bá tước xứ Hopetoun                                           | Ông từng giữ ghế Toàn quyền Úc.                                          | Vua Edward VII                          |
|                                         |                            | - Hầu tước xứ Aberdeen và Temair - Bá tước xứ Haddo                     | 4 January 1916       | John Hamilton-Gordon, Bá tước xứ Aberdeen                                | Ông từng là Toàn quyền Canada và cựu Phó vương Ireland.                  | Vua George V                            |
|                                         |                            | - Hầu tước xứ Milford Haven - Bá tước xứ Medina - Tử tước xứ Alderney   | 7 tháng 11 năm 1917  | Thân vương Louis xứ Battenberg                                           | Ông ấy đã từ bỏ tước hiệu Đức của mình.                                  | Vua George V                            |
|                                         |                            | - Hầu tước xứ Reading                                                   | 7 tháng 5 năm 1926   | Rufus Isaacs, Bá tước xứ Reading                                         | Ông từng là Phó vương Ấn Độ và cựu Chánh án Đại thần của Anh.            | Vua George V                            |

## Các Bá tước thuộc Đẳng cấp quý tộc Vương quốc Liên hiệp Anh
- Tước hiệu phụ.
- Tước hiệu Đẳng cấp quý tộc Vương quốc Liên hiệp Anh được tạo ra cho Quý tộc Scotland và Quý tộc Ireland để có một ghế trong Viện Quý tộc.

| Huy hiệu                                                             | Tước hiệu                                                            | Tước hiệu                                                                       | Ngày lập             | Người nhận tước phong                                                           | Lý do                                                                           | Quân chủ                                                                        |                                                |
| -------------------------------------------------------------------- | -------------------------------------------------------------------- | ------------------------------------------------------------------------------- | -------------------- | ------------------------------------------------------------------------------- | ------------------------------------------------------------------------------- | ------------------------------------------------------------------------------- | ---------------------------------------------- |
|                                                                      |                                                                      | - Bá tước xứ Rosslyn                                                            | 21 tháng 4 năm 1801  | Alexander Wedderburn, Nam tước xứ Loughborough                                  | Alexander Wedderburn, Nam tước xứ Loughborough                                  | Ông là cựu Đại Chưởng ấn.                                                       | Vua George III                                 |
|                                                                      |                                                                      | - Bá tước xứ Craven - Tử tước xứ Uffington                                      | 18 tháng 6 năm 1801  | William Craven, Nam tước xứ Craven                                              | William Craven, Nam tước xứ Craven                                              |                                                                                 | Vua George III                                 |
|                                                                      |                                                                      | - Bá tước xứ Onslow - Tử tước xứ Cranley                                        | 19 June 1801         | George Onslow, Baron Onslow                                                     | George Onslow, Baron Onslow                                                     |                                                                                 | Vua George III                                 |
|                                                                      |                                                                      | - Bá tước xứ Romney - Tử tước xứ Marsham                                        | 22 tháng 6 năm 1801  | Charles Marsham, Nam tước xứ Romney                                             | Charles Marsham, Nam tước xứ Romney                                             |                                                                                 | Vua George III                                 |
|                                                                      |                                                                      | - Bá tước xứ Chichester                                                         | 23 tháng 6 năm 1801  | Thomas Pelham, Nam tước Pelham xứ Stanmer                                       | Thomas Pelham, Nam tước Pelham xứ Stanmer                                       |                                                                                 | Vua George III                                 |
|                                                                      |                                                                      | - Bá tước xứ Wilton - Tử tước Grey de Wilton                                    | 26 tháng 6 năm 1801  | Thomas Egerton, Nam tước Grey de Radcliffe                                      | Thomas Egerton, Nam tước Grey de Radcliffe                                      | [ note 1 ]                                                                      | Vua George III                                 |
|                                                                      |                                                                      | - Bá tước xứ Powis - Tử tước xứ Clive - Nam tước xứ Herbert - Nam tước xứ Powis | 14 tháng 5 năm 1804  | Edward Clive, Nam tước xứ Clive                                                 | Edward Clive, Nam tước xứ Clive                                                 | Ông là cựu Phó vương Ireland.                                                   | Vua George III                                 |
|                                                                      |                                                                      | - Bá tước xứ Nelson - Tử tước xứ Merton                                         | 20 tháng 11 năm 1805 | William Nelson, Esq.                                                            | William Nelson, Esq.                                                            | Ông là anh trai của Horatio Nelson.                                             | Vua George III                                 |
|                                                                      |                                                                      | - Bá tước Grey - Tử tước Howick                                                 | 11 tháng 4 năm 1806  | Charles Grey, Nam tước Grey                                                     | Charles Grey, Nam tước Grey                                                     | Military Peerage–Quân đội.                                                      | Vua George III                                 |
|                                                                      |                                                                      | - Bá tước xứ Lonsdale                                                           | 7 tháng 4 năm 1807   | William Lowther, Tử tước Lowther                                                | William Lowther, Tử tước Lowther                                                |                                                                                 | Vua George III                                 |
|                                                                      |                                                                      | - Bá tước xứ Harrowby - Tử tước Sandon                                          | 19 tháng 7 năm 1809  | Dudley Ryder, Nam tước Harrowby                                                 | Dudley Ryder, Nam tước Harrowby                                                 | He was the former Foreign Secretary.                                            | Vua George III                                 |
|                                                                      |                                                                      | - Bá tước xứ Wellington                                                         | 28 February 1812     | Duke of Wellington in the Peerage of the United Kingdom.                        | Duke of Wellington in the Peerage of the United Kingdom.                        | Duke of Wellington in the Peerage of the United Kingdom.                        | The Prince Regent on behalf of King George III |
| Arthur Wellesley, Viscount Wellington                                | Arthur Wellesley, Viscount Wellington                                | - Bá tước xứ Wellington                                                         | 28 February 1812     | Military Peerage–Army.                                                          |                                                                                 |                                                                                 | The Prince Regent on behalf of King George III |
|                                                                      |                                                                      | - Earl of Mulgrave - Viscount Normanby                                          | 7 September 1812     | Marquess of Normanby in the Peerage of the United Kingdom.                      | Marquess of Normanby in the Peerage of the United Kingdom.                      | Marquess of Normanby in the Peerage of the United Kingdom.                      | The Prince Regent on behalf of King George III |
| Bản mẫu:Country data Kingdom of Ireland Henry Phipps, Baron Mulgrave | Bản mẫu:Country data Kingdom of Ireland Henry Phipps, Baron Mulgrave | - Earl of Mulgrave - Viscount Normanby                                          | 7 September 1812     | He was the former Foreign Secretary.                                            |                                                                                 |                                                                                 | The Prince Regent on behalf of King George III |
|                                                                      |                                                                      | - Earl of Harewood - Viscount Lascelles                                         | 7 September 1812     | Edward Lascelles, Baron Harewood                                                | Edward Lascelles, Baron Harewood                                                |                                                                                 | The Prince Regent on behalf of King George III |
|                                                                      |                                                                      | - Earl of Minto - Viscount Melgund                                              | 24 February 1813     | Gilbert Elliot-Murray-Kynynmound, Baron Minto                                   | Gilbert Elliot-Murray-Kynynmound, Baron Minto                                   | He was the incumbent Governor-General of the Presidency of Fort William.        | The Prince Regent on behalf of King George III |
|                                                                      |                                                                      | - Earl Cathcart                                                                 | 16 July 1814         | William Cathcart, Viscount Cathcart                                             | William Cathcart, Viscount Cathcart                                             | Military Peerage–Army.                                                          | The Prince Regent on behalf of King George III |
|                                                                      |                                                                      | - Earl of Verulam - Viscount Grimston                                           | 24 November 1815     | Bản mẫu:Country data Kingdom of Ireland James Grimston, Viscount Grimston       | Bản mẫu:Country data Kingdom of Ireland James Grimston, Viscount Grimston       |                                                                                 | The Prince Regent on behalf of King George III |
|                                                                      |                                                                      | - Earl of St Germans                                                            | 28 November 1815     | John Eliot, Baron Eliot                                                         | John Eliot, Baron Eliot                                                         | [ note 1 ]                                                                      | The Prince Regent on behalf of King George III |
|                                                                      |                                                                      | - Earl of Morley - Viscount Boringdon                                           | 29 November 1815     | John Parker, Baron Boringdon                                                    | John Parker, Baron Boringdon                                                    |                                                                                 | The Prince Regent on behalf of King George III |
|                                                                      |                                                                      | - Earl of Bradford - Viscount Newport                                           | 30 November 1815     | Orlando Bridgeman, Baron Bradford                                               | Orlando Bridgeman, Baron Bradford                                               |                                                                                 | The Prince Regent on behalf of King George III |
|                                                                      |                                                                      | - Earl of Eldon - Viscount Encombe                                              | 7 July 1821          | John Scott, Baron Eldon                                                         | John Scott, Baron Eldon                                                         | He was the incumbent Lord High Chancellor of Great Britain.                     | King George IV                                 |
|                                                                      |                                                                      | - Earl Howe                                                                     | 16 July 1821         | Richard Curzon-Howe, Viscount Curzon                                            | Richard Curzon-Howe, Viscount Curzon                                            |                                                                                 | King George IV                                 |
|                                                                      |                                                                      | - Earl of Stradbroke - Viscount Dunwich                                         | 18 July 1821         | John Rous, Baron Rous                                                           | John Rous, Baron Rous                                                           |                                                                                 | King George IV                                 |
|                                                                      |                                                                      | - Earl Temple of Stowe                                                          | 4 February 1822      | Richard Temple-Nugent-Brydges-Chandos-Grenville, Marquess of Buckingham         | Richard Temple-Nugent-Brydges-Chandos-Grenville, Marquess of Buckingham         | [ note 1 ]                                                                      | King George IV                                 |
|                                                                      |                                                                      | Earl Vane Viscount Seaham                                                       | 8 July 1823          | Bản mẫu:Country data Kingdom of Ireland Charles Vane, Marquess of Londonderry   | Bản mẫu:Country data Kingdom of Ireland Charles Vane, Marquess of Londonderry   | He was the former Ambassador to Austria.                                        | King George IV                                 |
|                                                                      |                                                                      | - Earl Cawdor - Viscount Emlyn                                                  | 6 October 1827       | John Campbell, Baron Cawdor                                                     | John Campbell, Baron Cawdor                                                     |                                                                                 | King George IV                                 |
|                                                                      |                                                                      | - Bá tước xứ Burlington - Nam tước Cavendish                                    | 15 tháng 9 năm 1831  | Được nắm giữ bởi Công tước xứ Devonshire trong Đẳng cấp quý tộc Anh kể từ 1858. | Được nắm giữ bởi Công tước xứ Devonshire trong Đẳng cấp quý tộc Anh kể từ 1858. | Được nắm giữ bởi Công tước xứ Devonshire trong Đẳng cấp quý tộc Anh kể từ 1858. | Vua William IV                                 |
| Lãnh chúa George Cavendish, Thành viên Nghị viện                     |                                                                      | - Bá tước xứ Burlington - Nam tước Cavendish                                    | 15 tháng 9 năm 1831  |                                                                                 |                                                                                 |                                                                                 | Vua William IV                                 |
|                                                                      |                                                                      | - Earl of Lichfield                                                             | 15 September 1831    | Thomas Anson, Viscount Anson                                                    | Thomas Anson, Viscount Anson                                                    | He was the incumbent Master of the Buckhounds.                                  | Vua William IV                                 |
|                                                                      |                                                                      | - Earl of Durham - Viscount Lambton                                             | 23 March 1833        | John Lambton, Baron Durham                                                      | John Lambton, Baron Durham                                                      | He was the incumbent Ambassador to Russia.                                      | Vua William IV                                 |
|                                                                      |                                                                      | - Earl Granville - Baron Leveson                                                | 10 May 1833          | Granville Leveson-Gower, Viscount Granville                                     | Granville Leveson-Gower, Viscount Granville                                     | He was the incumbent Ambassador to France and former Ambassador to Russia.      | Vua William IV                                 |
|                                                                      |                                                                      | - Earl of Effingham                                                             | 27 January 1837      | Kenneth Howard, Baron Howard of Effingham                                       | Kenneth Howard, Baron Howard of Effingham                                       | Military Peerage–Army.                                                          | Vua William IV                                 |
|                                                                      |                                                                      | - Earl of Ducie - Baron Moreton                                                 | 28 January 1837      | Thomas Reynolds-Moreton, Baron Ducie                                            | Thomas Reynolds-Moreton, Baron Ducie                                            |                                                                                 | Vua William IV                                 |
|                                                                      |                                                                      | - Earl of Yarborough - Baron Worsley                                            | 30 January 1837      | Charles Anderson-Pelham, Baron Yarborough                                       | Charles Anderson-Pelham, Baron Yarborough                                       |                                                                                 | Vua William IV                                 |
|                                                                      |                                                                      | - Earl Innes                                                                    | 11 August 1837       | James Innes-Ker, Duke of Roxburghe                                              | James Innes-Ker, Duke of Roxburghe                                              |                                                                                 | Queen Victoria                                 |
|                                                                      |                                                                      | - Earl of Leicester - Viscount Coke                                             | 12 August 1837       | Thomas Coke, Esq.                                                               | Thomas Coke, Esq.                                                               |                                                                                 | Queen Victoria                                 |
|                                                                      |                                                                      | - Earl of Zetland                                                               | 2 July 1838          | Marquess of Zetland in the Peerage of the United Kingdom.                       | Marquess of Zetland in the Peerage of the United Kingdom.                       | Marquess of Zetland in the Peerage of the United Kingdom.                       | Queen Victoria                                 |
| Lawrence Dundas, Baron Dundas                                        |                                                                      | - Earl of Zetland                                                               | 2 July 1838          |                                                                                 |                                                                                 |                                                                                 | Queen Victoria                                 |
|                                                                      |                                                                      | - Earl of Gainsborough - Viscount Campden - Baron Noel                          | 16 August 1841       | Charles Noel, Baron Barham                                                      | Charles Noel, Baron Barham                                                      |                                                                                 | Queen Victoria                                 |
|                                                                      |                                                                      | - Earl of Ellesmere - Viscount Brackley                                         | 6 July 1846          | Held by the Duke of Sutherland in the Peerage of the United Kingdom since 1963. | Held by the Duke of Sutherland in the Peerage of the United Kingdom since 1963. | Held by the Duke of Sutherland in the Peerage of the United Kingdom since 1963. | Queen Victoria                                 |
| Lord Francis Egerton, PC, PC (Ire), MP                               | Lord Francis Egerton, PC, PC (Ire), MP                               | - Earl of Ellesmere - Viscount Brackley                                         | 6 July 1846          | He was a former cabinet minister.                                               |                                                                                 |                                                                                 | Queen Victoria                                 |
|                                                                      |                                                                      | - Earl of Strafford - Viscount Enfield                                          | 18 September 1847    | John Byng, Baron Strafford                                                      | John Byng, Baron Strafford                                                      | Military Peerage–Army.                                                          | Queen Victoria                                 |
|                                                                      |                                                                      | - Earl of Cottenham - Viscount Crowhurst                                        | 11 June 1850         | Charles Pepys, Baron Cottenham                                                  | Charles Pepys, Baron Cottenham                                                  | He was the incumbent Lord High Chancellor of Great Britain.                     | Queen Victoria                                 |
|                                                                      |                                                                      | - Earl Cowley - Viscount Dangan                                                 | 11 April 1857        | Henry Wellesley, Baron Cowley                                                   | Henry Wellesley, Baron Cowley                                                   | He was the incumbent Ambassador to France.                                      | Queen Victoria                                 |
|                                                                      |                                                                      | - Earl of Winton                                                                | 23 June 1859         | Archibald Montgomerie, Earl of Eglinton                                         | Archibald Montgomerie, Earl of Eglinton                                         | He was the incumbent Viceroy of Ireland.                                        | Queen Victoria                                 |
|                                                                      |                                                                      | - Earl of Dudley - Viscount Ednam                                               | 17 February 1860     | William Ward, Baron Ward                                                        | William Ward, Baron Ward                                                        |                                                                                 | Queen Victoria                                 |
|                                                                      |                                                                      | - Earl Russell - Viscount Amberley                                              | 30 July 1861         | Lord John Russell, PC, MP                                                       | Lord John Russell, PC, MP                                                       | He was the former Prime Minister.                                               | Queen Victoria                                 |
|                                                                      |                                                                      | - Earl of Cromartie - Viscount Tarbat - Baron Castlehaven - Baron MacLeod       | 21 October 1861      | Anne Sutherland-Leveson-Gower, Duchess of Sutherland                            | Anne Sutherland-Leveson-Gower, Duchess of Sutherland                            | [ note 1 ]                                                                      | Queen Victoria                                 |
|                                                                      |                                                                      | - Earl of Kimberley                                                             | 1 June 1866          | John Wodehouse, Baron Wodehouse                                                 | John Wodehouse, Baron Wodehouse                                                 | He was the incumbent Viceroy of Ireland.                                        | Queen Victoria                                 |
|                                                                      |                                                                      | - Earl of Wharncliffe - Viscount Carlton                                        | 15 January 1876      | Edward Montagu-Stuart-Wortley-Mackenzie, Baron Wharncliffe                      | Edward Montagu-Stuart-Wortley-Mackenzie, Baron Wharncliffe                      | [ note 1 ]                                                                      | Queen Victoria                                 |
|                                                                      |                                                                      | - Earl Cairns - Viscount Garmoyle                                               | 27 September 1878    | Hugh Cairns, Baron Cairns                                                       | Hugh Cairns, Baron Cairns                                                       | He was the incumbent Lord High Chancellor of Great Britain.                     | Queen Victoria                                 |
|                                                                      |                                                                      | - Earl of Lytton - Viscount Knebworth                                           | 28 April 1880        | Robert Bulwer-Lytton, Baron Lytton                                              | Robert Bulwer-Lytton, Baron Lytton                                              | He was the incumbent Viceroy of India.                                          | Queen Victoria                                 |
|                                                                      |                                                                      | - Earl of Selborne - Viscount Wolmer                                            | 30 December 1882     | Roundell Palmer, Baron Selborne                                                 | Roundell Palmer, Baron Selborne                                                 | He was the incumbent Lord High Chancellor of Great Britain.                     | Queen Victoria                                 |
|                                                                      |                                                                      | - Earl of Iddesleigh - Viscount Saint Cyres                                     | 3 July 1885          |                                                                                 | The Rt Hon. Sir Stafford Northcote, Bt., PC, MP                                 | He was the incumbent First Lord of the Treasury.                                | Queen Victoria                                 |
|                                                                      |                                                                      | - Earl of Cranbrook - Baron Medway                                              | 22 August 1892       | Gathorne Gathorne-Hardy, Viscount Cranbrook                                     | Gathorne Gathorne-Hardy, Viscount Cranbrook                                     | He was the former Home Secretary.                                               | Queen Victoria                                 |
|                                                                      |                                                                      | - Earl of Cromer - Viscount Errington                                           | 6 August 1901        | Evelyn Baring, Viscount Cromer                                                  | Evelyn Baring, Viscount Cromer                                                  | He was the incumbent Consul-General of Egypt.                                   | King Edward VII                                |
|                                                                      |                                                                      | - Earl of Plymouth - Viscount Windsor                                           | 18 December 1905     | Robert Windsor-Clive, Baron Windsor                                             | Robert Windsor-Clive, Baron Windsor                                             | He was a former cabinet minister.                                               | King Edward VII                                |
|                                                                      |                                                                      | - Earl of Liverpool - Viscount Hawkesbury                                       | 22 December 1905     | Cecil Foljambe, Baron Hawkesbury                                                | Cecil Foljambe, Baron Hawkesbury                                                | He was the incumbent Lord Steward of the Household.                             | King Edward VII                                |
|                                                                      |                                                                      | - Earl of Midlothian - Viscount Mentmore - Baron Epsom                          | 3 July 1911          | Archibald Primrose, Earl of Rosebery                                            | Archibald Primrose, Earl of Rosebery                                            | He was the former Prime Minister.                                               | King George V                                  |
|                                                                      |                                                                      | - Earl St Aldwyn - Viscount Quenington                                          | 22 February 1915     | Michael Hicks Beach, Viscount St Aldwyn                                         | Michael Hicks Beach, Viscount St Aldwyn                                         | He was the former Chancellor of the Exchequer.                                  | King George V                                  |
|                                                                      |                                                                      | - Earl of Reading - Viscount Erleigh                                            | 20 December 1917     | Marquess of Reading in the Peerage of the United Kingdom.                       | Marquess of Reading in the Peerage of the United Kingdom.                       | Marquess of Reading in the Peerage of the United Kingdom.                       | King George V                                  |
| Rufus Isaacs, Viscount Reading                                       | Rufus Isaacs, Viscount Reading                                       | - Earl of Reading - Viscount Erleigh                                            | 20 December 1917     | He was the incumbent Lord Chief Justice of England.                             |                                                                                 |                                                                                 | King George V                                  |
|                                                                      |                                                                      | - Earl Beatty - Viscount Borodale - Baron Beatty                                | 27 September 1919    | Sir David Beatty                                                                | Sir David Beatty                                                                | Military Peerage–Navy.                                                          | King George V                                  |
|                                                                      |                                                                      | - Earl Haig - Viscount Dawick - Baron Haig                                      | 29 September 1919    | Sir Douglas Haig                                                                | Sir Douglas Haig                                                                | Military Peerage–Army.                                                          | King George V                                  |
|                                                                      |                                                                      | - Earl of Iveagh - Viscount Elveden                                             | 30 September 1919    | Edward Guinness, Viscount Iveagh                                                | Edward Guinness, Viscount Iveagh                                                |                                                                                 | King George V                                  |
|                                                                      |                                                                      | - Earl of Balfour - Viscount Traprain                                           | 5 May 1922           |                                                                                 | The Rt Hon. Sir Arthur Balfour, PC, PC (Ire), MP                                | He was the former Prime Minister.                                               | King George V                                  |
|                                                                      |                                                                      | - Earl of Oxford and Asquith - Viscount Asquith                                 | 9 February 1925      |                                                                                 | The Rt Hon. H. H. Asquith, PC, PC (Ire)                                         | He was the former Prime Minister.                                               | King George V                                  |
|                                                                      |                                                                      | - Earl Jellicoe - Viscount Brocas                                               | 29 June 1925         | John Jellicoe, Viscount Jellicoe                                                | John Jellicoe, Viscount Jellicoe                                                | He was the former Governor-General of New Zealand.                              | King George V                                  |
|                                                                      |                                                                      | - Earl of Inchcape - Viscount Glenapp                                           | 20 June 1929         | James Mackay, Viscount Inchcape                                                 | James Mackay, Viscount Inchcape                                                 | He was the Chairman of Peninsular and Oriental Steam Navigation Company.        | King George V                                  |
|                                                                      |                                                                      | - Earl Peel - Viscount Clanfield                                                | 10 July 1929         | William Peel, Viscount Peel                                                     | William Peel, Viscount Peel                                                     | He was a former cabinet minister.                                               | King George V                                  |
|                                                                      |                                                                      | - Earl of Strathmore and Kinghorne                                              | 1 June 1937          | Claude Bowes-Lyon, Earl of Strathmore and Kinghorne                             | Claude Bowes-Lyon, Earl of Strathmore and Kinghorne                             | He was the father-in-law of King George VI.                                     | King George VI                                 |
|                                                                      |                                                                      | - Earl Baldwin of Bewdley - Viscount Corvedale                                  | 8 June 1937          |                                                                                 | The Rt Hon. Sir Stanley Baldwin, PC, MP                                         | He was the former Prime Minister.                                               | King George VI                                 |
|                                                                      |                                                                      | - Earl of Halifax                                                               | 11 July 1944         | Edward Wood, Viscount Halifax                                                   | Edward Wood, Viscount Halifax                                                   | He was the former Viceroy of India.                                             | King George VI                                 |
|                                                                      |                                                                      | - Earl of Gowrie - Viscount Ruthven of Canberra                                 | 8 January 1945       | Alexander Hore-Ruthven, Baron Gowrie                                            | Alexander Hore-Ruthven, Baron Gowrie                                            | He was the incumbent Governor-General of Australia.                             | King George VI                                 |
|                                                                      |                                                                      | - Earl Lloyd-George of Dwyfor - Viscount Gwynedd                                | 12 February 1945     |                                                                                 | The Rt Hon. David Lloyd George, PC, MP                                          | He was the former Prime Minister.                                               | King George VI                                 |
|                                                                      |                                                                      | - Earl Mountbatten of Burma - Baron Romsey                                      | 18 October 1947      | Louis Mountbatten, Viscount Mountbatten of Burma                                | Louis Mountbatten, Viscount Mountbatten of Burma                                | He was the incumbent Governor-General of India.                                 | King George VI                                 |
|                                                                      |                                                                      | - Earl Alexander of Tunis - Baron Rideau                                        | 11 March 1952        | Harold Alexander, Viscount Alexander of Tunis                                   | Harold Alexander, Viscount Alexander of Tunis                                   | He was the former Governor General of Canada.                                   | Queen Elizabeth II                             |
|                                                                      |                                                                      | - Earl of Swinton - Baron Masham                                                | 5 May 1955           | Philip Cunliffe-Lister, Viscount Swinton                                        | Philip Cunliffe-Lister, Viscount Swinton                                        | He was a former cabinet minister.                                               | Queen Elizabeth II                             |
|                                                                      |                                                                      | - Earl Attlee - Viscount Prestwood                                              | 16 December 1955     |                                                                                 | The Rt Hon. Clement Attlee, PC, MP                                              | He was the former Prime Minister.                                               | Queen Elizabeth II                             |
|                                                                      |                                                                      | - Earl of Woolton - Viscount Warbleton                                          | 9 December 1956      | Frederick Marquis, Viscount Woolton                                             | Frederick Marquis, Viscount Woolton                                             | He was the former Chairman of the Conservative Party.                           | Queen Elizabeth II                             |
|                                                                      |                                                                      | - Earl of Snowdon - Viscount Linley                                             | 6 October 1961       | Antony Armstrong-Jones, Esq.                                                    | Antony Armstrong-Jones, Esq.                                                    | He was the husband of Princess Margaret.                                        | Queen Elizabeth II                             |
|                                                                      |                                                                      | - Earl of Stockton - Viscount Macmillan of Ovenden                              | 24 February 1984     |                                                                                 | The Rt Hon. Harold Macmillan, PC                                                | He was the former Prime Minister.                                               | Queen Elizabeth II                             |
|                                                                      |                                                                      | - Earl of Wessex - Viscount Severn                                              | 19 June 1999         | Prince Edward                                                                   | Prince Edward                                                                   | On his wedding day to Sophie Rhys-Jones.                                        | Queen Elizabeth II                             |
|                                                                      |                                                                      | - Earl of Forfar                                                                | 10 March 2019        | Prince Edward                                                                   | Prince Edward                                                                   | On his 55th Birthday, (Title used in Scotland only).                            | Queen Elizabeth II                             |